# Liste der Denkmäler des Deutsch-Französischen Krieges in Deutschland
Diese Liste gibt einen Überblick über Gedenkstätten in Deutschland, die sich schwerpunktmäßig der Geschichte des Deutsch-Französischen Krieges von 1870/1871 widmen.
Sie ist nach Bundesländern sortiert und erhebt keinen Anspruch auf Vollständigkeit.

## Gedenkkultur
Der Deutsch-Französische Krieg stellte für die Zeitgenossen ein prägendes Ereignis dar. Die Soldaten erlebten den Krieg als eine Auseinandersetzung zwischen Massenheeren, der hunderttausende Menschen zum Opfer fielen. Auf der deutschen Seite konstituierte sich dagegen erstmals ein Nationalstaat. Das Deutsche Kaiserreich als neues Machtzentrum veränderte die Kräfteverhältnisse auf dem Kontinent und beendete den bisherigen Partikularismus in Mitteleuropa. Aufgrund der persönlichen Erlebnisse und der großen politischen Veränderungen blieb der Krieg stark im Bewusstsein der Zeitgenossen verankert. Es entstanden zahlreiche Denkmäler und Gedenktafeln, die an die Gefallenen erinnern. Besonders in Deutschland wurden zahlreiche Straßen und Plätze nach Offizieren und Orten der Schlachten umbenannt. Die noch größere Dimension an Gewalt in den beiden Weltkriegen ließ die Erinnerung an den Krieg von 1870/1871 jedoch verblassen. Große Sonderausstellungen zu dem Krieg zeigten das Musée de l’Armée in Paris (2017) und das Militärhistorische Museum (2020) in Dresden.
An den Deutsch-Französischen Krieg und den Reichseinigungsprozess erinnern verschiedene Typen von Denkmalen. Nicht Teil dieser Liste sind die Kaiser-Wilhelm-Denkmale und die Bismarckdenkmale, die ebenfalls an deren Rolle im Deutsch-Französischen Krieg erinnern. In Deutschland wurden der Deutsch-Dänische Krieg 1864, der Deutsche Krieg und der Deutsch-Französische Krieg zusammen als Deutsche Einigungskriege verstanden. Eine Reihe von Denkmälern erinnern daher an mehrere dieser Kriege. In diese Liste werden auch solche Denkmale aufgenommen, die neben dem Deutsch-Französischen Krieg auch andere dieser Kriege nennen, nicht aber Denkmale, die Kriege allgemein zum Thema haben. Zu den Denkmalen gehören auch die Vielzahl von Friedenseichen und Friedenslinden, die 1870/71 gepflanzt wurden (wobei die Kaisereichen und Kaiserlinden gesonderten Listen vorbehalten sind).

## Entwicklung
1871 bis 1880 fand die erste Welle der Errichtung von Denkmalen statt. Vorherrschende Motive waren die Reichssymbole des neu gegründeten Reiches (insbesondere Germania und Reichsadler), Allegorien des Kampfes (vor allem der stürmende Fahnenträger) und des Sieges. Vorherrschender Stil war der Klassizismus entsprechend wurden Obelisk und Cippus überwiegend genutzt. Die erste Denkmäler wurden von den Truppenteilen errichtet, die im Krieg beteiligt waren, die Masse entstand auf Initiative der lokalen Kriegervereine.
Ab 1880 setzte eine Phase der Nutzung germanisierender Motive und von Turmbauten ein. Die Türme wurden überwiegend von den neu entstandenen Verschönerungsvereinen geschaffen und dienten oft auch als Aussichtstürme. Ab dem Tod von Wilhelm I wurden 1888 eine Vielzahl von Reiterstandbildern des Kaisers geschaffen. Das wichtigste germanisierende Motiv war der Findling. Er setzte sich zunehmend gegen den Obelisken durch und war spätestens 1890 vorherrschend. Auch der Findling wurde typischerweise durch den Adler gekrönt. 1898 starb Bismarck und löste damit die Errichtung einer Vielzahl von Bismarck-Denkmalen aus. 1913 wurde anlässlich der Völkerschlacht bei Leipzig 1813 eine letzte Welle der Erbauung von Kriegerdenkmal im Kaiserreich ausgelöst. Auch hier war der Findling (nun überwiegend ohne Adler) die vorherrschende Form.
Nach dem Ersten Weltkrieg wurden keine Denkmale für den Deutsch-Französischen Krieg mehr errichtet. Viele bestehende Denkmale waren im Krieg um ihre Bronzekomponenten beraubt, die eingeschmolzen wurden. Die bestehenden Denkmale wurden vielerorts um Tafeln oder Inschriften ergänzt, die auf die Weltkriegstoten hinwiesen. Verbreiteter war jedoch die Errichtung neuer Denkmäler für die Weltkriegstoten.

## Landesdenkmäler
In 15 deutschen Ländern (bzw. ehemaligen Ländern, die in Preußen aufgegangen waren) entstanden repräsentative Denkmale für den Deutsch-Französischen Krieg als sogenannte Landesdenkmale. Dies waren die Landesdenkmäler in
- Berlin, Königreich Preußen, 1873, siehe Siegessäule
- Coburg, Herzogtum Sachsen-Coburg und Gotha, 1874
- Dessau, Herzogtum Anhalt, 1874
- Schwerin, Großherzogtum Mecklenburg-Schwerin, 1874
- Lübeck, Freie Stadt Lübeck, 1874
- Bremen, Freie Hansestadt Bremen, 1875
- Detmold, Fürstentum Lippe, 1875
- Gotha, Herzogtum Sachsen-Coburg und Gotha, 1875
- Kassel, Kurfürstentum Hessen, 1876
- Hamburg, Freie Stadt Hamburg, 1877
- Weimar, Großherzogtum Sachsen-Weimar-Eisenach, 1878
- Darmstadt, Großherzogtum Hessen, 1879
- Altenburg, Herzogtum Sachsen-Altenburg, 1880
- Neustrelitz, Großherzogtum Mecklenburg-Strelitz, 1898
- Glatz, Grafschaft Glatz, 1898
- München, Königreich Bayern
- Frankfurt am Main, Freie Stadt Frankfurt
- Siegesdenkmal in Braunschweig, Herzogtum Braunschweig[4]

## Bundesländer

### Baden-Württemberg
- Liste der Denkmäler des Deutsch-Französischen Krieges in Baden-Württemberg

### Bayern
- Kriegerdenkmal (Aschheim)
- Kriegerdenkmal (Dietmannsried)
- Kriegerdenkmal (Aying)
- Kriegerdenkmal (Bad Brückenau)
- Kriegerdenkmal (Haldenwang)
- Kriegerdenkmal (Kempten-Heiligkreuz)
- Kriegerdenkmal (Oy-Mittelberg)
- Kriegerdenkmal (Unterhaching)
- Kriegerdenkmal (Wiedergeltingen)
- Kriegerdenkmal am Lyzeum
- Kriegerdenkmal auf dem Kirchplatz (Ismaning)
- Kriegerdenkmal Köpfleinsberg
- Kriegerdenkmal Selb[5]

### Berlin
- Liste der Denkmäler des Deutsch-Französischen Krieges in Berlin

### Brandenburg
- Kriegerdenkmal (Görzke)
- Gefallenendenkmal des Deutschen und des Deutsch-Französischen Krieges Gröden (Brandenburg)
- Kriegerdenkmal (Bernau bei Berlin)
- Kriegerdenkmal 1870/71 (Spremberg)
- Kriegerdenkmal am Bahnsdorfer Berg

### Bremen
- Liste der Denkmäler des Deutsch-Französischen Krieges in der Freien Hansestadt Bremen

### Hamburg
- Kriegerdenkmal 1870/71 (Hamburg-Rotherbaum)
- Siegessäule (Altona)

### Hessen
- Liste der Denkmäler des Deutsch-Französischen Krieges in Hessen

### Mecklenburg-Vorpommern
| Siegessäule von Goldberg |

| Siegessäule von Schwerin |

| Bild           | Ort      | Ortsteil | Lage                                                                    | Beschreibung |
| -------------- | -------- | -------- | ----------------------------------------------------------------------- | --- |
| Weitere Bilder | Goldberg | Goldberg | Goldberg, Lange Straße (gegenüber Post) 53° 35′ 11,2″ N, 12° 5′ 16,3″ O | Die Siegessäule von 1882 ist mit einer Viktoria nach Christian Daniel Rauch gekrönt. Das Denkmal steht unter Denkmalschutz, siehe Liste der Baudenkmale in Goldberg.       |
| Weitere Bilder | Schwerin | Schwerin | Siegessäule (Schwerin), Alten Garten 53° 37′ 32,3″ N, 11° 24′ 57,9″ O   | Die Siegessäule von 1874 wurde nach Plänen von Hermann Willebrand erbaut. Auf der Säule steht die allegorische Figur Megalopolis, die das Land Mecklenburg personifiziert. |

### Niedersachsen
- Aurich: Denkmal für die Gefallenen des Deutsch-Französischen Krieges 1870/71 (Aurich)
- Bassum: Denkmal für die Gefallenen des Deutsch-Französischen Krieges 1870/71 (Bassum)
- Braunschweig-Broitzem: Denkmal an der Versöhnungskirche
- Oldenburg: Denkmal des Oldenburgischen Dragoner-Regiments Nr. 19
- Osnabrück: Ehrenmal auf dem Straßburger Platz
- Seesen: Ehrenmal neben dem herzoglichen Jagdschloss / Museum

#### Hannover
| Bild | Ort      | Ortsteil   | Lage                                                                                   | Beschreibung |
| --- | -------- | ---------- | -------------------------------------------------------------------------------------- | --- |
| Bild gesucht Die Wikipedia wünscht sich an dieser Stelle ein Bild vom Ort mit diesen Koordinaten 52.366281 9.743052 . Motiv: Obergeschoss der Turnhalle an der Maschstraße Falls du dabei helfen möchtest, erklärt die Anleitung , wie das geht. BW | Hannover | Hannover   | Obergeschoss der Turnhalle an der Maschstraße 52° 21′ 58,6″ N, 9° 44′ 35″ O            | Die Gedenktafel für die gefallenen Mitglieder des Turn-Klubbs Hannover wurde am 18. Oktober 1871 eingeweiht |
| | Hannover | Hannover   | Ulanen-Kaserne am Königsworther Platz 52° 22′ 42,6″ N, 9° 43′ 24,4″ O                  | Der silberne Tafelaufsatz mit den Namen der Gefallenen des Ulanen-Regimentes Nr. 13, ein Geschenk der Stadt Hannover, wurde dem Regiment am 19. Januar 1872 gestiftet. Kaserne im Zweiten Weltkrieg zerstört, Verbleib des Tafelaufsatzes unklar.                                 |
| | Hannover | Ricklingen | Ricklingen, An der Bauerwiese                                                          | Das Kriegerdenkmal Ricklingen stand ursprünglich auf dem Schulhof und wurde 1952 in den Denkmalshain (An der Bauerwiese) versetzt. |
| | Hannover | Hannover   | Stadtteilfriedhof Fössefeld 52° 22′ 26,6″ N, 9° 41′ 46,7″ O                            | Das Denkmal für die in der Kriegsgefangenschaft gestorbenen Franzosen wurde nach 1871 auf dem damaligen Garnisonsfriedhof errichtet. Nicht verwechseln mit dem Denkmal von 1896 (siehe unten).                                                                                    |
| | Hannover | Hannover   | Anlage der damaligen Kriegsschule (heute Polizeipräsidium) 52° 22′ 1″ N, 9° 44′ 1,5″ O | Das Denkmal für die gefallenen ehemaligen Kriegsschüler wurde nach 1871 aufgestellt. Das Einweihungsdatum ist unbekannt. Besteht nicht mehr. |
| | Hannover | Hannover   | Anderten, St. Martin-Kirche 52° 21′ 40,1″ N, 9° 51′ 18,5″ O                            | Auf der außen am Chor angebrachten Tafel sind die Kriegsteilnehmer genannt |
| | Hannover | Hannover   | Welfenplatz 52° 23′ 8″ N, 9° 44′ 34,9″ O                                               | Das Denkmal für die Gefallenen des Feldartillerie-Regiment „von Scharnhorst“ (1. Hannoversches) Nr. 10 wurde am 8. Juli 1872 auf dem Schießplatz des Regimentes auf der Mecklenheide eingeweiht und am 16. August 1885 auf den Welfenplatz versetzt. Es steht unter Denkmalschutz |
| | Hannover | Hannover   | Garnisonkirche am Goetheplatz 52° 22′ 20,4″ N, 9° 43′ 25,8″ O                          | Die Gedenktafel in der Schloss- und Garnisonskirche wurde im Spätsommer 1874 eingeweiht. Spätestens mit dem Abriss der Kirche ging auch die Tafel verloren. |
| | Hannover | Hannover   | Marktkirche 52° 22′ 18″ N, 9° 44′ 6″ O                                                 | Die Gedenktafel in der Kirche wurde nach 1874 eingeweiht. Sie besteht nicht mehr |
| | Hannover | Hannover   | Kreuzkirche 52° 22′ 24″ N, 9° 43′ 58″ O                                                | Die Gedenktafel in der Kirche wurde nach 1874 eingeweiht. Sie besteht nicht mehr |
| | Hannover | Hannover   | Aegidienkirche 52° 22′ 10″ N, 9° 44′ 21″ O                                             | Die Gedenktafel in der Kirche wurde nach 1874 eingeweiht. Sie besteht nicht mehr |
| | Hannover | Hannover   | Johanniskirche                                                                         | Die Gedenktafel in der Kirche wurde nach 1874 eingeweiht. Sie besteht nicht mehr |
| Weitere Bilder | Hannover | Badenstedt | Badenstedter Straße/Plantagenstraße 52° 21′ 18,7″ N, 9° 40′ 11,6″ O                    | Das Denkmal für die Gefallenen der Gemeinde Badenstedt wurde nach 1879 eingeweiht. Daneben steht die Friedenseiche. Das Denkmal steht unter Denkmalschutz |
| | Hannover | Hannover   | Kasernengelände im Zooviertel 52° 22′ 31,1″ N, 9° 45′ 51,4″ O                          | Die Gedenktafel für die Gefallenen des 2. Bataillons des Füsilier-Regiment „General-Feldmarschall Prinz Albrecht von Preußen“ (Hannoversches) Nr. 73 wurde am 14. August 1880 eingeweiht. Die Kaserne besteht nicht mehr, Verbleib der Tafel unbekannt                            |
| Weitere Bilder | Hannover | Hannover   | Am neuen Haus (heute: Neues Haus (Platz)) 52° 22′ 39″ N, 9° 45′ 11,4″ O                | Das Provinzialkriegerdenkmal wurde am 10. Mai 1884 eingeweiht und zu Beginn der 1950er Jahre abgerissen |
| | Hannover | Hannover   | Lichthof des Hauptgebäudes? 52° 21′ 11,5″ N, 9° 43′ 27,9″ O                            | Die Gedenktafel für die gefallenen Studenten der Technischen Hochschule (heute: Leibniz-Uni) wurde 1884 eingeweiht. Verbleib unbekannt. |
| | Hannover | Hannover   | unbekannt                                                                              | Die Gedenktafel der Kameradschaft ehemaliger Artilleristen Hannover wurde am 19. August 1884 eingeweiht |
| Weitere Bilder | Hannover | Hannover   | Stadtteilfriedhof Fössefeld 52° 22′ 26,4″ N, 9° 41′ 47,3″ O                            | Das Denkmal der Kriegervereine des Bezirks Hannover-Linden wurde am 10. Mai 1896 eingeweiht. |
| | Hannover | Hannover   | Garnisonkirche am Goetheplatz 52° 22′ 20,4″ N, 9° 43′ 25,8″ O                          | Die vier Glocken der Garnisonkirche am Goetheplatz waren aus dem Metall französischer Kanonen gegossen, die im Deutsch-Französischen Krieg erbeutet wurden. Verbleib der Glocken unbekannt.                                                                                       |
| | Hannover | Bemerode   | unbekannt                                                                              | Das Denkmal der Gemeinde Bemerode wurde 1912 eingeweiht |

### Nordrhein-Westfalen
- Kriegerdenkmal (Wesel-Büderich)
- Kriegerdenkmal 1870/71 (Krefeld)
- Kriegerdenkmal (Bergheim)
- Kriegerdenkmal auf dem Exerzierplatz (Hamm)
- Kriegerdenkmal im Hofgarten (Düsseldorf)
- Kriegerehrenmal Rüggeberg
- Kriegerdenkmal Germania (Witten)
- Siegessäule (Siegburg)

### Rheinland-Pfalz
- Denkmal für das Infanterie-Regiment „von Goeben“ Nr. 28
- Kriegerdenkmal (Bad Breisig)
- Kriegerdenkmal (Koblenz-Rübenach)
- Kriegerdenkmal Daun
- Sieges- und Friedensdenkmal Edenkoben

### Saarland
- Liste der Denkmäler des Deutsch-Französischen Krieges im Saarland

### Sachsen
- Kriegerdenkmal Horka
- Kriegerdenkmal Radeberg (1879)
- Siegesdenkmal (Dresden)
- Siegesdenkmal (Leipzig)

### Sachsen-Anhalt
- Kriegerdenkmal Althaldensleben (Deutsch-Französischer Krieg)
- Kriegerdenkmal Barnstädt
- Kriegerdenkmal Eisdorf
- Kriegerdenkmal Freyburg (Unstrut)
- Kriegerdenkmal Hohendodeleben (1871)
- Kriegerdenkmal Hötensleben
- Kriegerdenkmal Kleinheringen
- Kriegerdenkmal Kleinkorbetha
- Kriegerdenkmal Kleinwangen
- Kriegerdenkmal Großwangen
- Kriegerdenkmal Kleineichstädt
- Kriegerdenkmal Mannhausen
- Kriegerdenkmal Mücheln (Deutsch-Französischer Krieg)
- Kriegerdenkmal Naumburg
- Kriegerdenkmal Obhausen
- Kriegerdenkmal Trotha (Halle)
- Kriegerdenkmal Leißling
- Kriegerdenkmal Loburg
- Kriegerdenkmal (Magdeburg)
- Kriegerdenkmal Ottersleben
- Kriegerdenkmal Pödelist
- Quedlinburger Siegesdenkmal
- Kriegerdenkmal Roda
- Kriegerdenkmal Stößen (Deutsch-Französischer Krieg)
- Kriegerdenkmal Tultewitz (Deutsch-Französischer Krieg)
- Kriegerdenkmal Wahrenberg
- Kriegerdenkmal Zeuchfeld

### Thüringen
- Liste der Denkmäler des Deutsch-Französischen Krieges in Thüringen